# Nuno Manuel dos Santos Almeida

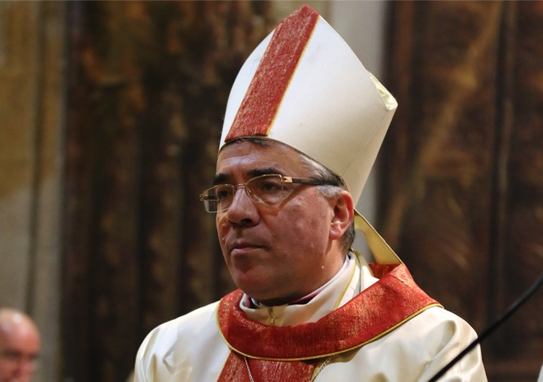
Nuno Manuel dos Santos Almeida (2016)

Wappen von Nuno Manuel dos Santos Almeida als Weihbischof in Braga

Nuno Manuel dos Santos Almeida (* 1. August 1962 in Pedrosinhas, Sátão) ist ein portugiesischer römisch-katholischer Geistlicher und Bischof von Bragança-Miranda.

## Leben
Nuno Manuel dos Santos Almeida studierte an der Katholischen Universität Portugal in Porto und erwarb das Lizenziat in Katholischer Theologie. Er empfing am 19. Oktober 1986 das Sakrament der Priesterweihe für das Bistum Viseu.
Als Priester war er in verschiedenen Gemeinden in der Pfarrseelsorge tätig. Er war Präsident der Priesterbruderschaft des Bistums Viseu und gehörte dem Priesterrat und dem Konsultorenkollegium des Bistums an.
Papst Franziskus ernannte ihn am 21. November 2015 zum Titularbischof von Ruspae und zum Weihbischof in Braga. Die Bischofsweihe spendete ihm der Bischof von Viseu, Ilídio Pinto Leandro, am 31. Januar des folgenden Jahres. Mitkonsekratoren waren der Erzbischof von Braga, Jorge Ortiga, und der Bischof von Leiria-Fátima, António Marto.
Am 19. Mai 2023 bestellte ihn Papst Franziskus zum Bischof von Bragança-Miranda. Die Amtseinführung fand am 25. Juni desselben Jahres statt.